# Ян Сяо
Ян Сяо (кит. упр. 杨晓; род. 6 марта 1964, неизвестно) — китайская гребчиха, выступавшая за сборную Китая по академической гребле в 1980-х годах. Серебряная и бронзовая призёрка летних Олимпийских игр в Сеуле, чемпионка Азиатских игр в Сеуле, участница многих регат национального и международного значения.

## Биография
Ян Сяо родилась 6 марта 1964 года.
Дебютировала на взрослом международном уровне в сезоне 1984 года, когда вошла в основной состав китайской национальной сборной и благодаря череде удачных выступлений удостоилась права защищать честь страны на летних Олимпийских играх в Лос-Анджелесе. В программе женских распашных рулевых четвёрок сумела квалифицироваться лишь в утешительный финал B и расположилась в итоговом протоколе соревнований на восьмой строке.
После лос-анджелесской Олимпиады Ян осталась в составе гребной команды Китая на ещё один олимпийских цикл и продолжила принимать участие в крупнейших международных регатах. Так, в 1986 году она побывала на Азиатских играх в Сеуле, откуда привезла награду золотого достоинства, выигранную в зачёте безрульных двоек.
Находясь в числе лидеров китайской национальной сборной, благополучно прошла отбор на Олимпийские игры 1988 года в Сеуле, где стартовала сразу в двух женских распашных дисциплинах. В составе четырёхместного рулевого экипажа, куда также вошли гребчихи Чжан Сянхуа, Ху Ядун, Чжоу Шоуин и рулевая Ли Жунхуа, показала в финале второй результат, отстав почти на три секунды от титулованной команды Восточной Германии, и тем самым завоевала серебряную олимпийскую медаль. При этом в восьмёрках совместно с Чжоу Сюхуа, Чжан Яли, Хэ Яньвэнь, Хань Яцинь, Чжоу Шоуин, Ху Ядун, Чжан Сянхуа и Ли Жунхуа в решающем финальном заезде пришла к финишу третьей позади экипажей из ГДР и Румынии — таким образом добавила в послужной список бронзовую олимпийскую награду. Вскоре по окончании этих соревнований приняла решение завершить спортивную карьеру.